# Selenica
Selenica kisváros Albánia délnyugati részén, Vlora kerületben. Lakossága mintegy 6900 fő (2006, becslés). Selenica környékén az ókortól kezdve bányásszák a bitument, s a 20. század második felében erre épült a város feldolgozóipara. A teherszállítás megkönnyítésére vasúti szárnyvonalat is építettek Selenica és a közeli Fier között.